# Mary Alice Young
Mary Alice Young, wcześniej Angela Forrest – postać fikcyjna, główna bohaterka i narratorka serialu Gotowe na wszystko. Grała ją Brenda Strong. Natomiast tylko w nieemitowanym, pierwszym pilocie serialu była to Sheryl Lee.

## Charakterystyka
Nigdy nie mieliśmy mrówek, za to kiedyś pojawiły się muszki. Mary Alice pobiegła od razu do sklepu i kupiła truciznę. Wycelowała ją w muszki i zatrzymała się. Odłożyła puszkę i nie mogła tego zrobić. Powiedziała mi później, że to było zbyt osobiste. Dosłownie nie zabiła by muchy. Taka właśnie była.

Twoja żona zabiła się nie dlatego, że napisałam kartkę. Nie mogła żyć z tym, co zrobiła temu biednemu dziecku.

Wiem, że nie możesz mieć dzieci. To Cię wykańcza.

## Przeszłość
lata 1965–1990
Mary Alice urodziła się jako Angela, 18 listopada 1965 roku. Mieszkała w Salt Lake City w stanie Utah. Zdobyła wykształcenie medyczne i zatrudniono ją w miejscowym szpitalu jako pielęgniarkę. Pracowała tam też Felicia Tilman. W międzyczasie Angela wyszła za mąż za Todda Forresta. Wkrótce wyszło też na jaw, że kobieta była bezpłodna.

Nazywam się Mary Alice Young i zanim umarłam, w moim życiu było dużo miłości, szczęścia, przyjaźni i − niestety − tajemnic. Wszystko zaczęło się (...), kiedy nazywałam się Angela Forrest a moje życie wypełniała cicha rozpacz. Czułam ją każdego ranka, nawet wtedy, gdy robiłam śniadanie dla mojego męża, robiąc sprawunki po południu, nawet w pracy. Dla mnie każdy dzień był szary i pusty, aż pewnej nocy, niespodziewanie pojawił się kolor.

Rok 1990
Do Angeli przyszła Deirdre Taylor z 10-miesięcznym Daną. Była to narkomanka, która wielokrotnie trafiała już na odwyk, dlatego znała pielęgniarkę. Deridre była też eks-dziewczyną Mike'a Delfino, który nieco wcześniej poszedł do więzienia na 5 lat. Dziewczyna potrzebowała pieniędzy, jak sama twierdziła, na dziecko. Źle wyglądała, tak jak by znowu zażywała narkotyki. Angela nie chciała jej dać pieniędzy i otworzyła drzwi aby wyszła. Nagle Deirdre zaproponowała sprzedaż własnego dziecka za wszystkie pieniądze w domu. Angela, po chwili wahania, zamknęła drzwi, co oznaczało jej zgodę, mimo sprzeciwu Todda. Krótko potem, w marcu 1990 roku, nieprzytomna Deirdre przyjechała do szpitala. Pielęgniarka Felicia z policjantem (Kevin E. West) chcieli wiedzieć gdzie jest dziecko. Funkcjonariusz nakazał innemu policjantowi czuwać przy Deirdre i gdy tylko się obudzi, wypytać o to co zrobiła z dzieckiem. Angela wpadła w panikę, ale spostrzegła na kalendarzu reklamę miasta Fairview. Zdecydowała się wyjechać i zamieszkali tam przy 4352 Wisteria Lane. Rodzina zmieniła dane, by się zabezpieczyć:
- Angela Forrest stała się Mary Alice Young,
- Todd Forrest – Paulem Young,
- a Dana Taylor/Forrest – Zacharym „Zachem” Young[3].

Pierwszą kobietą, która powitała ją na uliczce była Martha Huber, zamieszkała przy 4350 Wisteria Lane, która chciała wiedzieć skąd przyjechali. Mary Alice unikała odpowiedzi i po chwili sama wiedziała, że sąsiadka domyśla się jakiegoś sekretu, który ukrywali. Martha postanowiła dowiedzieć się co to jest i to był początek końca ich, wydawało by się, spokojnego i nowego życia.
Najprawdopodobniej wkrótce potem została prezesem związku właścicieli Wisteria Lane.
Rok 1992
Do domu przy 4353 Wisteria Lane sprowadzili się Susan Mayer z mężem Karlem i córką Julie Mayer. Mary Alice była pierwszą sąsiadką jaka zaprosiła Susan na kawę do swojego domu. Tuż po tym jak otworzyła jej od zewnątrz ciężarówkę z rzeczami w której się zatrzasnęła.
Rok 1993
Pewnego późnego wieczoru Mary Alice usłyszała dzwonek do drzwi. Wyszła z kuchni i położyła nóż kuchenny na stoliku przy schodach. Otworzyła drzwi i zobaczyła Deirdre. Biologiczna matka Zacha wydała dużą ilość pieniędzy, żeby ich wytropić. Nie powiedziała o czymkolwiek policji, bo wiedziała, że odpowiednie służby umieściły by chłopczyka w rodzinie zastępczej, lub oddali go jej ojcu. Doszło do kłótni i wyzwisk ze strony Deridre. Angela próbowała sprawdzić przedramię Deirdre, czy nie było tam śladów igieł, ale Paul je rozdzielił. Deirdre chciała iść po dziecko. Paul ją zatrzymał i rzucił koło kominka. Deirdre chwyciła pogrzebacz i dwa razy uderzyła nim Paula. Rzuciła narzędzie i znowu chciała iść na piętro, ale Mary Alice dobyła nóż kuchenny, który był obok. Pchnęła nim w brzuch gościa. Kobieta upadła i zmarła z wykrwawienia. Mary Alice pobiegła do pokoju Zachary'ego, po skrzynię z misiami. Obudziła tym dziecko, ale przytuliła je i delikatnym, cichym głosem, kazała iść spać. Po chwili zniosła skrzynię i na pytanie Paula zdecydowała, że zwłoki włożą do skrzyni i postarają się by się tam zmieściły. Całość wrzucą do małego dołu, wykopanego w dziurze, gdzie nazajutrz zostanie wylany beton pod basen. Mary Alice wiedziała, że tak ukrytego ciała nikt nigdy nie znajdzie. Sprawdziła też przedramię Deirdre i przekonała się, że już nie brała narkotyków. Żona Paula spojrzała na męża i gdy wstał, za jego plecami zobaczyła Zacha. Chłopczyk patrzył na wszystko ze schodów.
Rok 1994
Do domu przy 4354 Wisteria Lane sprowadzili się Bree Van De Kamp, jej mąż Rex i dzieci Andrew Van De Kamp oraz Danielle Van De Kamp. Andrew został zmuszony przez matkę do przeproszenia żony Paula za to, że zabrał jej ceramiczną żabę.
W tym samym roku do domu Lilian Simms przy 4356 Wisteria Lane wprowadziła się Katherine Davis z córką Dylan Davis z którą Susan i Mary Alice się zaprzyjaźniły.
Rok 1995
Katherine już im na tyle ufała, że powierzyła Mary Alice opiekę nad Dylan Davis. Pewnego dnia po zmroku, gdy Dylan była pod jej opieką, Katherine wyszła z Lilian Simms na wieczorny spacer. Gdy wychodziła, pod drzwi akurat podeszły obydwie panie. Mary Alice powiedziała kobietom, że Wayne, były mąż Katherine, był tutaj. Nie wiedziała, że to jej ojciec, dopóki sama Dylan nie krzyknęła „tata!”. Wręczył on lalkę swej córce i odszedł. Kath zerwała się i wraz z Lily pobiegły do domu, zostawiając Mary Alice przed domem. Nazajutrz ona i Susan zauważyły ciężarówkę do przeprowadzek pod domem Katherine. Gdy ta im otworzyła, było widać, że jest niespokojna i się śpieszy. Katherine powiedziała kobietom, że miała zadzwonić do nich z wieścią o przeprowadzce. Dodała, że otrzymała nową pracę w Chicago. Gdy próbowała zamknąć drzwi, Susan przystopowała ją. Zaproponowała, by Julie przyszła i pożegnała się z Dylan. Katherine stanowczo odmówiła, argumentując to brakiem czasu. Nagle wszystkie trzy usłyszały głośny brzęk tłuczonego szkła, który dobiegł z piętra. Katherine powiedziała w tamtą stronę by nie przejmowali się drobiazgami. Mieli pakować dalej, a ona to posprząta. Na pytanie Susan, czy czuje się dobrze, odrzekła, że miała ciężką noc i musi jeszcze dużo zrobić. Dodała, że będzie jej brakować przyjaciółek, po czym zamknęła drzwi.
Rok 1998
Do domu przy 4355 Wisteria Lane sprowadzili się Tom Scavo z ciężarną żoną Lynette, która była na niego wściekła, bo nie wspomniał o tym, że w rodzinie zdarzają się bliźniaki. Mary Alice uznała wtedy, że ona, Bree i Susan muszą się z nią zaprzyjaźnić, bo obawiały się jej jako wroga.
W tym samym czasie była pielęgniarka z Utah poznała 4-letniego Eddiego Orlofsky, oraz jego matkę Barbrę. Żona Paula próbowała jej pomóc w sytuacji kiedy mąż Barbry, Hank (Kevin Sizemore) ją opuścił. Zaoferowała dołączenie do jej przyjaciółek na Wisteria Lane, ale ona odrzuciła tę ofertę.
Rok 2002
Do sąsiedztwa zawitał Eli Scruggs. Pani Young nie chciała go przyjąć ale gdy zobaczyła jego dziury w butach po tym, jak wizytówki spadły mu na ziemię, uznała, że musi mu pomóc. Zaprosiła go do domu by naprawił jej wazon, który stłukła. Tak on stał się zaufanym monterem "od wszystkiego" nie tylko jej ale i całego sąsiedztwa.
Rok 2003
Do domu przy 4349 Wisteria Lane wprowadziła się Gabrielle Solis z mężem Carlosem. Była to eks-modelka z Nowego Jorku. Kobiety nakryły ją jak była w samym staniku, majtkach i męskiej koszuli. Carlos, ubrany tylko w długą koszulę, krzyczał do niej gdy przyszły, że jeszcze nie robili „tego” w kuchni. By zatrzeć to złe wrażenie Eli zaprosił Bree, Susan, Lynette i Mary Alice ponownie do niej. Niestety jej arogancja i zarozumiałość pogłębiła negatywny odbiór Gabrielle przez kobiety. Gabi, upomniana przez Eli'ego, przeprosiła sąsiadki za swe zachowanie a one ostatecznie przyjęły ją do swego grona.
Rok 2004
Jedynym tematem tabu w domu Young były zajścia straszliwej nocy, gdy zmarła Deirdre. O pilnie strzeżonym sekrecie dowiedziała się Martha Huber, w domu swej siostry Felicii. Podczas odwiedzin znalazła wspólne zdjęcie Mary Alice i Felicii jako pielęgniarek. Felicia zwierzyła się jej w jaki sposób „ta Mary Alice” zniknęła z Salt Lake a wtedy sama Martha powiązała fakty. Wiedząc tylko o tym, że Mary Alice kupiła nielegalnie dziecko, 26 września 2004 roku wysłała anonimowy list z szantażem do sąsiadki:

Wiem, co zrobiłaś.

Robi mi się od tego niedobrze.

Zamierzam powiedzieć.

26 września roku zaczął się dla Mary Alice tak jak zawsze. Ścięła kwiaty ze swego ogródka, zjadła śniadanie z synem i mężem, wstawiła pranie, dokończyła swe zamierzenia, czyli m.in. pomalowała wreszcie krzesła ogrodowe, odebrała (prawdopodobnie) garnitur z pralni, i wzięła pocztę ze skrzynki przed domem (w tym list od Marthy).
Przeczytała list i ostatnią osobą jaka ją widziała żywą byli Lynette a później Eli Scruggs. Po rozmowie z nimi, wzięła rewolwer, który nie był przez nich używany i strzeliła sobie w prawą skroń, w kuchni swojego domu.

## Po śmierci

### Sezon 1
Tydzień po pogrzebie Mary Alice, jej przyjaciółki odkryły list, gdzie prześladowca wiedział o czymś odrażającym i chciał to powiedzieć innym. Nie wiedziały kto go przesłał.
Paul wyrzucił skrzynię z misiami do jeziora, wykopaną spod dna basenu za domem.
Skrzynia, z ludzkimi szczątkami, wypłynęła i znalazła ją policja, o czym usłyszał z relacji telewizyjnej syn Mary Alice, Zachary. Chłopak udawał, że śpi na kanapie. Paul, nieświadomy tego co Zach już wiedział, po zobaczeniu wiadomości, wystawił dom na sprzedaż. Tymczasem Bree znalazła u Alberta Goldfine'a kasetę magnetofonową z napisem „Mary Alice”.
Kaseta, którą przyjaciółki odsłuchały, zarejestrowała wyznanie sąsiadki, że jej prawdziwe imię to „Angela” i dręczą ją koszmary o pewnej dziewczynie spod tafli wody. Wkrótce pokazały kartkę z szantażem wdowcowi po Mary Alice. Ten wynajął detektywa Shawa.
Zach, zaproszony na kolację do Bree, powiedział jej tylko, że jego matka zabiła się bo on zrobił coś strasznego. Potem chłopak został wywieziony przez Paula poza Wisteria Lane, za to, że się włamał do Van De Kampów.
Paul zrobił wyprzedaż. Susan kupiła żółty kocyk dziecięcy. Zach tymczasem był w szpitalu psychiatrycznym ale Paul zakazał leczenia go psychoterapią. Susan wyśledziła Paula i dzięki Julie, która zakradła się do środka, dowiedziała się, że Zach pamiętał jakąś „Danę”.
Mayer powiedziała o tym przyjaciółkom i wkrótce odkryła na żółtym kocyku, kupionym na wyprzedaży garażowej Paula, napis „Dana”. Pomyślały, że Youngowie mieli dziecko o tym imieniu. Tymczasem Shaw odkrył, że kartka pochodziła z okolicy, tak samo jak szantażysta. Wkrótce potem Paul znalazł identyczną kartkę u Edie Britt. Podejrzenia padły na nią a Paul zgodził się, by detektyw ją zabił.
Paul zapłacił za morderstwo, ale Edie zdążyła wyjaśnić Jerry'emu, zanim do czegokolwiek doszło, że papier należał do Marthy Huber. Paul odprawił Shawa po tym jak to usłyszał i sam poszedł do sąsiadki zza płotu. Martha nie okazała żadnej skruchy, więc Paul ją udusił w jej kuchni.
Pochował ją w worku a później lekarz (Gregg Daniel), który nadzorował Zacha, odwiedził wdowca po Mary Alice z wieścią, że Zach uciekł. Chłopak przebywał w pokoju Julie. Wyznał jej, że prawdopodobnie zabił Danę, swą siostrzyczkę. Paul dowiedział się, że młodzi pisali ze sobą ale sama Julie nie pokazała sąsiadowi listów od chłopaka. Tymczasem do pana Lindera (Hamilton Camp) mężczyzny, który wykonał m.in. skrzynię wyrzuconą do jeziora, zawitali detektywi Burnett (Brett Cullen) i Beckerman (John Lacy). Zobowiązał się on dostarczyć im listę klientów. W środku wyłowionego z jeziora przedmiotu znajdowały się poćwiartowane zwłoki kobiety.
Mike z Susan odkryli kto ukrywał się u Julie i hydraulik odprowadził chłopaka do Paula. Później stary Young zauważył Edie z policjantem, którzy dobijali się do drzwi Marthy Huber.
Do Fairview przyjechała Felicia Tilman i zorganizowała poszukiwania Marthy. Gdy policja przesłuchiwała sąsiadów, Paul poszedł do ciała Marthy Huber. Zdjął z jej zwłok bransoletkę i pierścionek a następnie odrzucił je do garażu Mike'a Delfino. Nieco później ciało Marthy Huber odkrył pies podczas joggingu.
Wkrótce wieść o śmierci Marthy dotarła do wszystkich, bez wyjątku.
Paul sprzedał dom i dowiedział się od Zacha, że ten przekazał coś Julie o „Danie”. Dlatego też wyjaśnił Susan, że Dana była ich córeczką, która zmarła z powodu Zacha. Wracając do domu, przedłożył Zachowi, że Dana żyje a on nikogo nie uśmiercił. Chłopak, w zamian za milczenie, zmusił ojca do zostania na Wisteria Lane. Młody Young poszedł do Susan i ogłosił jej, że się nie wyprowadzą. Gdy usłyszał od niej, że nie będzie się mógł spotykać z Julie, wpadł w szał i wyszedł.
Susan opowiedziała o tym przyjaciółkom, ale mama była podejrzliwa, bo nigdy nie widziała zdjęć Dany i nadal pozostawała kwestia imienia "Angela". Wkrótce otrzymała od Lynette, skradzioną przez Prestona i Portera, zakrwawioną i wygrawerowaną bransoletkę Marthy z garażu Mike'a, co przemawiało za tym, że on ją zabił. W międzyczasie Felicia dostarczyła kosz na walentynki do Paula. Był on zamówiony dla Mary Alice. Na zdjęciu, przyklejonym do lodówki za plecami Paula, rozpoznała Mary Alice jako Angelę Forrest. Pracowała z nią 15 lat wcześniej w Utah. Paul zaprzeczył wszystkiemu, ale Felicia przejrzała stare zdjęcia na których Mary Alice/Angela stała przed szpitalem.
Wkrótce Paul przekonał się, dzięki starej kasecie wideo, że Felicia znała jego żonę. Edie oddała mu dokumenty dotyczące sprzedaży domu ale nie załączyła do tego kluczy od budynku. Agentka nieruchomości zabrała też Susan, która zerwała z Mikiem, do baru gdzie zaczęły rozmawiać. Temat zszedł na Marthę Huber, podejrzenia na Paula jako mordercę, wiadomościach o Danie i szantażu Mary Alice. Włamały się do domu Paula, który chwilowo wyjechał z miasta. Włączyły kasetę z napisem „nagroda Angeli” ale nadjechał Paul. Susan nie zabrała kasety i Edie musiała pocałować Paula dzięki czemu odciągnęła jego uwagę od Mayer, która wyszła z budynku. Nazajutrz Paul znalazł kasetę na kanapie pod poduszkami.
Na podstawie listy klientów stolarza skrzyni, detektywi Burnett (Brett Cullen) i Beckerman (John Lacy) zawitali do domu Paula. Ten kłamał im w żywe oczy a Zach dodał do tego, że wyrzucili taką skrzynię, bo ją zniszczył. Zach dowiedział się przy okazji o zawartości skrzyni ale bez określenia płci ofiary. Gdy oboje mężczyzn znalazło się wewnątrz domu, chłopak miał pretensje do Paula, że został okłamany. Paul wytłumaczył synowi, że był to prywatny detektyw, który chciał im odebrać chłopca. Następnie Felicia zaprosiła Zachary'ego do siebie. Zdradziła mu sekret jego prawdziwego imienia, Dana. Pokazała mu też stare albumy ze zdjęciami.
Kobietą ze skrzyni na zabawki była Deirdre, córka bogatego Noah Taylora. Mike Delfino, sąsiad Paula, prowadził śledztwo w tej sprawie na zlecenie Noah. Dzięki opłaconemu przez starca detektywowi Sulivanowi, Mike dowiedział się, że jednym z klientów stolarza Lindera był Paul Young.
Zach, przez incydent z uszkodzeniem oczu Susan poprzez rzucane kamyczki, musiał zerwać z Julie, co ucieszyło dziewczynę. Paul dowiedział się od Edie co Susan robiła w jego domu. Usłyszał to Mike, który jak najprędzej ostrzegł Susan przed sąsiadem. Zach próbował przeprosić matkę Julie, ale ona odrzuciła ten gest. Felicia przypomniała sobie dawną rozmowę z siostrą. Martha zauważyła kiedyś zdjęcie Angeli/Mary Alice jako pielęgniarki w domu swojej siostry. Felicia wyjaśniła skąd ją zna i spytała się czy ma dzieci. Dodała, że razem opiekowały się trudną młodą pacjentką − narkomanką, która powiła syna. Rok później Angela i jej mąż zniknęli wraz z dzieckiem. Felicia domyślała się, że Angela zabrała je i zapewniła mu wspaniały dom. Martha określiła to po prostu jako „kradzież dziecka”. Tymczasem Paul nadal próbował przekonać syna do wyprowadzenia się. Gdy to nie dało rezultatu, poszedł do Susan i potwierdził, że Angela to było prawdziwe imię Mary Alice. Zmieniła je po tym jak się pokłóciła z ciotką, także Angelą. Wkrótce potem kuchnia Susan spłonęła. Gospodyni podejrzewała Paula i zgłosiła się z tym do detektywa Shaw.
Detektyw, po tajnej konsultacji z Paulem, potwierdził po prostu wersję sąsiada a Susan mu uwierzyła. Przy okazji, nowe dowody oczyściły Mike'a w oczach Susan i ta wkrótce się z nim znowu związała. Natomiast Felicia odkryła, że Paul spakował się i otumaniał Zacha proszkami by przeforsować przeprowadzkę. Zabrała chłopaka do swojego domu i zostawiła sąsiadowi kartkę z krótkim wyjaśnieniem. Kiedy Paul przyszedł do Zacha, Felicia ostrzegła go, że wie, na podstawie pamiętników siostry, że to on zabił Marthę bo miał motyw. Pokazała mu skserowane strony pamiętnika z zaznaczonymi fragmentami bo oryginały ukryła. Zażądała by Paul wyjechał z miasta i zmienił swe dane. Zach został by u niej. Nie dopuściła do tego by pożegnał się z chłopakiem, bo on nie dał jej pożegnać się z siostrą. Gdy wyszedł, wyjęła spod blatu ostry nóż i odetchnęła z wielką ulgą.
Paul zostawił karton dla Zacha z paroma drobiazgami. Zach nie był zachwycony i gdy odszedł, Felicia odkryła liścik w rękawicy baseballowej. Paul miał zamiar spotkać się z Zachem na boisku w czwartek o północy. Mike przyszedł do Felicii bo widział Paula przez chwilę przed jej domem. Felicia pokazała mężczyźnie pamiętnik siostry i opowiedziała mu całą historię. Razem połączyli wątki morderstwa Deirdry z rodziną Young. Felicia, choć nie zostało to otwarcie powiedziane, chciała kary śmierci dla Paula, która nie obowiązywała w stanie Eagle. Powierzyła Mike'owi pamiętnik siostry i informacje o najbliższym pobycie Paula. Dziennik Marthy odkryła Susan w samochodzie chłopaka a wkrótce potem Young został ogłuszony na boisku przez Delfino. Gdy Susan i Julie próbowały go śledzić, Julie przeczytała swej matce z pamiętnika, że Martha Huber szantażowała panią Young.
Zach poszedł do swojego domu. Chciał by sąsiadka przestała go niańczyć. Po jego krótkim wybuchu gniewu, Felicia powiedziała mu, że Paul nie wróci oraz poprosiła chłopaka o powrót. Następnie pobił on kobietę kijem od hokeja. Paul został związany i zaklejony taśmą na ustach przez Mike'a. Przywiózł Younga do wapiennej kopalni odkrywkowej. Po dłuższym spacerze, Mike kazał mu uklęknąć i wycelował w niego broń. Rzucił mu zdjęcie Deirdre i spytał dlaczego ją zabił. Paul się załamał i opowiedział o genezie i samej śmierci Deirdre. Morderstwo popełnione przez Mary Alice było czystym przypadkiem ale z całej historii najbardziej zainteresował Mike'a tylko jeden szczegół. To, że zamordowana miała syna. Już miał zabić Paula, ale odszedł. Tymczasem Susan poszła do Mike'a nakarmić jego psa ale zastała tam Zacha z rewolwerem. Stała się jego zakładniczką a od krótkiej wizyty Edie w progu dowiedziała się, że pobił Felicię. Zach chciał zabić Mike'a, za to że ten zabije Paula. Susan próbowała go uspokoić, motywując jego zachowanie stratą matki i siostry. Zach krzykiem wyjaśnił, że „Dana” to on sam a jego biologiczna matka była narkomanką. Ukradziono go jej i zmieniono imię. Po chwili oboje zamilkli. Wieczorem Mike przyjechał do domu.

### Sezon 2
Pomimo przepychanki psa i trzech osób, wszyscy wyszli z tego cało a Zach uciekł.
Rola Mary Alice została uszczuplona. Pozostała narratorem serialu, obserwującym każdego z bohaterów ale retrospekcje z nią nie były już takie ważne. Dwa lata po śmierci, na podstawie wspomnień jej przyjaciółek, dowiedzieliśmy się kiedy dana gospodyni przyjechała na to przedmieście. Pierwszą osobą, z którą miały przyjemność się spotkać panie, była właśnie Mary Alice.

### Sezon 3
Lynette Scavo od dwóch lat dręczył ten sam koszmar: ostatni raz rozmawiała z Mary Alice, przed jej samobójstwem. Nie zaoferowała jej żadnej pomocy, mimo że widziała, iż coś niepokoiło przyjaciółkę. Po wydarzeniach w supermarkecie, kiedy zginęły Nora Huntington i Carolyn Bigsby, Lynette doświadczyła takiego snu po raz ostatni. Tym razem Lynette nie chciała tylko patrzeć, ale zaoferowała jej pomoc. Ta odpowiedziała, że nie można zapobiec temu czego nie można przewidzieć ale stać ją na coś innego. Może się cieszyć się tym pięknym dniem, bo jest ich tak niewiele. Lynette odwróciła się na chwilę a sąsiadka zniknęła. Już jako narrator, Mary Alice powiedziała, że był to ostatni raz kiedy Lynette śniła o niej i uznała, że to dobre dla jej imienia.
W trzecim sezonie Mary Alice kontynuowała swą rolę mentora i przewodnika po zawiłych przygodach mieszkańców Wisteria Lane. Raz zastąpił ją w tym Rex Van De Kamp, gdy opowiadał on o życiu Carlosa Solis, Toma Scavo, Mike'a Delfino, Orsona Hodge i Iana Hainswortha.

### Sezon 4
Na Wisteria Lane wróciła Katherine Mayfair, niegdyś znana pod nazwiskiem Davis. Rozpoznała Susan Delfino i przywitała się z nią radośnie. Zaprosiła resztę gospodyń do siebie i przedstawiła rodzinę, męża Adama i córkę Dylan, ale nic nie wspomniała o Mary Alice.
Żona Paula pojawiła się we wspomnieniach Susan Delfino, dotyczących dziwnego zachowania Katherine podczas wyprowadzania się z Wisteria Lane, które miało miejsce 12 lat wcześniej. Zapytała o pracę z Chicago, Katherine początkowo nie pamiętała o tym. Kiedy Susan jej przypomniała sytuację, wymówiła się krótko i zwięźle, że było dobrze. Prawdopodobnie skłamała, że ma coś na gazie w kuchni i zamknęła szybko drzwi.
Rok później, kolejną scenę z Mary Alice przypomniała sobie sama Katherine. Była to noc przed opuszczeniem Wisteria Lane i wspomnieniem Susan a Katherine nie chciała wyjaśnić Alice, która skończyła się opiekować Dylan, co oznacza wizyta jej byłego męża na tej uliczce.

### Sezon 5
W życiu przyjaciółek Mary Alice z Wisteria Lane zaszły olbrzymie zmiany. Bree została bogatą bizneswoman, Susan i Katherine się rozwiodły, dzieci Lynette dorosły, Edie wróciła z pięcioletniego wygnania wraz z tajemniczym mężem Dave'em a Gabi urodziła dwie córeczki z Carlosem.
Mary Alice pojawiła się w swoich wspomnieniach, podczas pogrzebu „złotej rączki” z Wisteria Lane, Eliego Scruggsa. Była to dobra dusza gospodyń i ich oparcie, służące im od dwunastu lat w wielu trudnych, życiowych sytuacjach.
W piątej serii Mary Alice kontynuowała swą rolę mentora i przewodnika po zawiłych przygodach mieszkańców Wisteria Lane. Edie Britt – Williams zastąpiła ją w roli narratora tylko w odcinku poświęconym jej przeszłemu życiu.

### Sezon 6
Mary Alice wróciła myślami do momentu sprzed 17 lat, kiedy to spotkała 4 − letniego Eddiego Orlofsky i jego matkę Barbrę. Na podstawie 11-letnich obserwacji jego oraz matki chłopca zza swego grobu, stwierdziła, że Barbra była potworem i przez swe zachowanie, jej dziecko także stało się potworem.

### Sezon 7
Był taki czas, kiedy mój mąż i ja byliśmy bardzo szczęśliwi. Pamiętam ciepłe letnie popołudnia, barbecue na podwórkach i śmiech wśród przyjaciół. Nasze życie było pewnym rodzajem snu na przedmieściach. Przyszedł jednak taki dzień, w którym każdy musiał się obudzić. Dla mnie był to dzień, kiedy przyszedł list. Jak to groźba, była zwięzła i na temat. Zrobiłam to co musiałam, by chronić moją rodzinę. Mój mąż dowiedział się, kto napisał list. Dał jej poznać, jak bardzo to go zdenerwowało. Jej siostra odkryła, co zrobił mój mąż. Zdecydowała się wrobić go w morderstwo. Jej morderstwo, dokładnie mówiąc. I tak sen Paula Younga, stał jego koszmarem. Wiele lat później, kobieta została zatrzymana za przekroczenie prędkości. Ta kobieta nie miała żadnego dowodu tożsamości, więc została aresztowana. I tak ludzie poznali, że Felicia Tilman żyje.(...) Tym Sposobem mój mąż wrócił na Wisteria Lane. Sąsiedzi byli zaskoczeni jego widokiem. Od lat nie myśleli o Paulu, lecz on myślał o nich. Miał zamiar upewnić się, że nigdy o nim nie zapomną.

Mary Alice pojawiła się w swoich wspomnieniach. Tłumaczyła jak to była szczęśliwa zanim dostała list z szantażem. Dodała też od siebie jak potoczyła się historia głównych uczestników jej historii.

### Sezon 8
Dwanaście lat po śmierci Mary Alice, Bree Van de Kamp otrzymała taki sam list jak jej sąsiadka spod 4352 Wisteria Lane. List brzmiał:
Wiem, co zrobiłaś
Robi mi się od tego niedobrze
Zamierzam powiedzieć
Mary Alice wyjawiła też, że chciała zadzwonić do przyjaciółek, ale po chwili zrezygnowała z tego planu. Nie chciała je zwyczajnie mieszać w tak palący problem i burzyć ich spokojnego życia. Wkrótce też życie Bree dosłownie się rozpadło na kawałki. Tajemnica, którą razem trzymały w ukryciu przed światem i która teoretycznie powinna je związać grubymi więzami, wbiła między nie kołki. Powód był wieloraki, od różnego podejścia do problemu, ukrywania przez Bree niektórych jego dwóch znaczących aspektów i deptaniu im po piętach przez detektywa Vance'a. Dlatego też Bree, opuszczona przez przyjaciół, przełamała swą trzeźwość i sięgnęła po kieliszek wina. Postanowiła pojechać do motelu z winem i rewolwerem. Wtem ukazała jej się Mary Alice. Bree wspominała dawne czasy, kiedy to była naprawdę szczęśliwa, z Rexem, niepełnoletnimi dziećmi i przyjaciółmi. Spytała się zmarłej przyjaciółce jak to się stało i czy jest szczęśliwa. Mary Alice odpowiedziała „czasy się zmieniły” oraz „nie jestem nieszczęśliwa”, zostawiając jednocześnie zapłakaną Bree trzymającą rewolwer w dłoniach. Mary Alice później już się nie pojawiła przy przyjaciółce, ale Bree została ocalona przed losem Mary Alice dzięki Renee Perry a Chuck zmarł od potrącenia samochodem.
Pół roku później, wskutek życiowych zawirowań w życiu Susan, najstarsza przyjaciółka Mary Alice postanowiła się wyprowadzić. Sprzedała swój dom kobiecie o imieniu Jennifer i wraz z dziećmi odjechała spod 4353 Wisteria Lane. Mary Alice była jednym z duchów ubranych biel, milczących i obserwujących wdowę Susan na jej nowej drodze życiowej.
Bree, Lynette, Susan i Gabi obiecały sobie, tuż przed wyprowadzeniem się Susan z Wisteria Lane, że poker, w którego grały, nie będzie ich ostatnim takim spotkaniem.

Choć obietnica była złożona szczerze, nie dane im było jej wypełnić. Lynette i Tom Scavo wyprowadzili się miesiąc później. Przenieśli się do Nowego Jorku a Lynette odkryła uroki prezesury. Wkrótce kupili apartament z widokiem na Central Park, dokąd lata później Lynette zabierała szóstkę wnucząt i wrzeszczała na nie.

Gabrielle i Carlos Solis przeprowadzili się rok później. Carlos pomógł założyć żonie własny sklep internetowy, dzięki któremu Gabrielle dostała propozycję prowadzenia własnego programu w telewizji poświęconej modzie. Kupili posiadłość w Kalifornii, gdzie żyli szczęśliwie, kłócąc się do woli.

Dwa lata później Bree i jej nowy mąż opuścili Fairview. Osiedli w Louisville a Bree wstąpiła do Stowarzyszenia Konserwatystek. Trip namówił ją, by zaangażowała się w politykę. W listopadzie wybrano ją do władz stanu Kentucky.

Żegnając Susan, wypowiedziała swoją ostatnią narrację, która dotyczyła też Jennifer.

Kiedy Susan odjeżdżała, miała wrażenie, że ktoś ją obserwuje. I tak było. Duchy ludzi, którzy byli częścią Wisteria Lane, wpatrywały się w nią, gdy ich mijała. Obserwowały ją tak jak wszystkich, zawsze mając nadzieję, że życie potrafi ich nauczyć, jak odłożyć na bok wściekłość i smutek, gorycz i żal. Te duchy czuwają, bo chcą, by ludzie pamiętali, że nawet najbardziej rozpaczliwe, życie jest cudem.

Ale tylko nieliczni zdają sobie sprawę z daru, jaki otrzymali. Większość ludzi żyje po prostu z dnia na dzień, próbując na próżno zachować sekrety... które i tak wyjdą na jaw.

## Ciekawostki
- Nigdy nie nakręcono wspólnych scen między aktorkami Sheridan i Strong, służących pokazaniu relacji Edie i Mary Alice. Jednakże w odcinku „Back in Business” (sezon 5 odcinek 4) Edie określiła Mary Alice jako przyjaciółkę.
- Brenda Strong zastąpiła w roli Mary Alice Sheryl Lee. Występowała ona w pierwszym pilocie serialu. Twórcy serialu wymienili aktorkę, ponieważ sądzili, że głos narratorki powinien zawierać więcej komizmu i być przedstawiany jako osoba bardziej przyziemna oraz mniej uduchowiona. Jednakże twórcy mieli niespełnioną nadzieję, że Lee pojawi się w serialu gościnnie.
- Mary Alice miała początkowo posiadać nazwisko Scott[18].
- Odcinek 14 serii 5. był setnym, w którym Mary Alice była narratorką. Były jednak dwa wyjątki:
  - „My Husband, The Pig” z serii trzeciej, gdzie rolę narratora pełnił Rex Van De Kamp (Steven Culp)
  - oraz „Look Into Their Eyes nad You See What They Know” z serii piątej, gdzie z zaświatów mówiła Edie Britt (Nicollette Sheridan).
- Postać nosiła ubrania w amerykańskim rozmiarze 8, co odpowiada polskiemu rozmiarowi 38. Dziewczynom wmawiała, że nosi rozmiar 6[17].
- Mary Alice była pierwszą pokazaną w serialu postacią, która zmarła. W trakcie trwania produkcji wyszło na jaw, że jest chronologicznie ósmą martwą bohaterką w historii serialu, po matce Bree, ojcu Orsona, biologicznej matce Zacha, biologicznej córce Katherine, matce Edie, synu Karen oraz jej pierwszemu mężu.
- Pomijając pilot serialu (gdzie Mary Alice popełniła samobójstwo i występuje jeszcze jako żywa osoba), pojawia się ona po raz kolejny we wspomnieniach jej przyjaciółek w:
  - trzecim, ósmym i dwudziestym trzecim odcinku pierwszego sezonu,
  - szesnastym, dwudziestym trzecim i dwudziestym czwartym odcinku drugiego sezonu,
  - siódmym odcinku trzeciego sezonu,
    - W epizodzie dwunastym trzeciego sezonu pt. „Not While I'm Around” była scena Gabrielle z Mary Alice (dowód rzeczony), która z niewiadomych powodów została wycięta w trakcie produkcji.

  - drugim i siedemnastym odcinku czwartego sezonu,
  - trzynastym odcinku piątego sezonu,
  - dwudziestym odcinku szóstego sezonu,
  - pierwszym odcinku siódmego sezonu,
  - drugim, dziewiątym i dwudziestym trzecim odcinku ósmego sezonu.
- Bohaterka nie wystąpiła w finałach sezonów trzeciego, piątego, szóstego i siódmego.
- Mary Alice, w związku ze swą datą urodzin[2], była astrologicznym skorpionem. Wraz z Edie Britt i Karen McCluskey były jedynymi głównymi bohaterkami, które zmarły podczas trwania serialu.

## Powiązane z postacią

### Zach Young
Zachary „Zach” Young, właściwie Dana Taylor−Delfino/Forrest (Cody Kasch) to biologiczny syn Deirdre Taylor i Mike'a Delfino. Urodził się w maju 1989 roku, w Salt Lake City, w stanie Utah. W marcu 1990 roku matka sprzedała swego syna Angeli i Toddowi Forrest. Krótko po tym trafiła ponownie do szpitala z powodu przedawkowania narkotyków. Angela i Todd Forrest przenieśli się do Eagle State, do Fairview. Rodzina zmieniła dane, ale trzy lata później Deirdre ich znalazła. Wizyta, przez przypadek, zakończyła się śmiercią gościa. Mary Alice zabrała z jego pokoju skrzynię na zabawki z misiami. Czteroletni Zach zszedł po schodach i widział tylko ciało Deirdre we krwi.
Sezon 1

Jedenaście lat później Mary Alice popełniła samobójstwo. Paul wykopał spod basenu skrzynię z misiami i owinął ją folią po czym wyjechał z nią poza dom. Zach znalazł broń z której Mary Alice się zastrzeliła i Paul odmówił w jego imieniu na zaproszenie Bree czczącej pamięć Mary Alice. Z wiadomości usłyszał, że skrzynia wypłynęła i zawierała ludzkie szczątki. Paul i Zach kłócili się często. Zach wyjawił Bree, że to on może być powodem samobójstwa jego matki. Włamał się do Van De Kampów i udekorował ich dom ozdobami bożonarodzeniowymi. Paul umieścił go w zakładzie psychiatrycznym. Julie zakradła się do niego i usłyszała, że on pamięta kogoś o imieniu „Dana”. Zach uciekł ze szpitala i ukrył się w pokoju Julie. Dopiero gdy pokazała mu żółty kocyk z napisem „Dana”, przełamał się. Gdy miał 4 lata słyszał kłótnie rodziców. Wykrzykiwali oni imię Dany i Zacha. Gdy zszedł, zobaczył, że sprzątali krew. Zach domyślał się, że to była krew Dany. Rodzice kazali zapomnieć Zachowi, co się stało i zabraniali mu mówić o Danie. Sądził, że zabił swoją młodszą siostrę. Wkrótce Mike odprowadził Zacha do ojca. Paul, gdy co zrobił Zach, wyjaśnił chłopakowi, że Dana żyje. Skoro usłyszał całą historię, wymusił na ojcu by się nie wyprowadzali. Zach chciał chodzić z Julie, ale ją odstręczyło jego psychopatyczne zachowanie. Detektywi Burnett (Brett Cullen) i Beckerman (John Lacy) wyjawili chłopcu, że w skrzyni z misiami były szczątki kobiety Ten skłamał funkcjonariuszom, że wyrzucili przedmiot lata temu. Paul sprostował mu, że kobieta przyszła do nich i chciała im go zabrać, dlatego nie mogli do tego dopuścić. Felicia Tilman dopiero opowiedziała mu, że znała jego mamę, ponieważ pracowały razem w Utah. Zdradziła mu jego prawdziwe imię „Dana” i pokazała zdjęcia. Tymczasem Julie oschle odepchnęła flirty i zaloty Zacha. Felicia odkryła, że Zach jest faszerowany lekami. Zabrała Zacha do siebie i zostawiła kartkę Paulowi. Wkrótce przekonała go za pomocą szantażu, żeby zostawił syna u niej. Zach był wściekły na ojca, że otrzymał tylko list pożegnalny i kilka niepotrzebnych rzeczy, jak rękawica do baseballa. Wrócił do swojego starego domu a gdy usłyszał, że Paul nie przyjedzie z powrotem do domu pobił Felicię i zamierzał zastrzelić Mike'a Delfino, który w tym samym czasie miał wykończyć Paula.
Sezon 2

Mike wszedł do domu i Zach już miał wycelować w niego, ale Susan rzuciła się na chłopca. Broń wpadła mu w ręce Susan. Wystrzeliła w okno a Zach uciekł. Trzy-cztery tygodnie później Susan spotkała chłopaka w parku, ale ten dopiero za drugim razem poszedł z nią na lunch. Zamiast sprowadzić go na Wisteria Lane, Susan przeraziła się, że będzie robił awanse Julie. Dlatego dała mu pieniądze by poszukał krewnych w Utah. Paul wreszcie wrócił do swojego starego domu. Zach także, ale znacznie później. Paul przywitał go z otwartymi ramionami i dał mu jedzenie. Zach sam przyznał, że pomimo pieniędzy od Susan, nie wiedział by gdzie szukać i wpadł na to, by wrócić do domu. Paul potwierdził, że jego biologiczną matką była narkomanka z Utah, ale nie chciał powiedzieć kto jest jego biologicznym ojcem. Wkrótce Susan dowiedziała się, że syn Mike'a wrócił na ulicę. Zach miał mieć teraz nauczanie domowe, ale nie przyjął tego zbyt entuzjastycznie. Wszystko ze względu na sąsiadów. Chłopak nawiązał do Mike'a Delfino, który miał go zabić, ponieważ Paul zabił panią Huber, która szantażowała matkę, Mary Alice. Paul upewnił się, że Zach nie wierzy Felicii. Młody Young przyszedł do Susan i Julie. Przeprosił za swe złe zachowanie i zapewnił, że nie będzie ich niepokoił, po czym odszedł. Obie mu uwierzyły i umówiły się na spotkanie w czwórkę z Zachem i Mikiem na kręgle. Zach nie czuł się dobrze, że ludzie, którym wyrządził tyle złego, są tacy mili. Pomimo to, dobrze się bawił z Mikiem. Paul zauważył kartkę w śmietniku z wynikami na kręgielni i był wściekły na syna. Julie pocałowała go w policzek, gdyż chłopak żałował, że tego nie powtórzą. Na dorocznym oddaniu krwi, Zach odkrył, że oboje z Mikiem mają najrzadszą grupę krwi, ABRh−. Paul zapytany o biologicznego ojca, zbył Zacha brakiem odpowiedzi. Później podsłuchał jak Mike rozmawiał z Paulem na temat ojca Deirdre, który był żądny zemsty za zamordowanie córki. Dowiedział się o istnieniu wnuka i chciał go poznać przed śmiercią. Delfino i stary Young zgodzili się odseparować Zachary'ego od starego Taylora poprzez ucieczkę z Fairview, na zawsze. Zach w końcu zgodził się na spotkanie z dziadkiem po tym jak Detektyw Sulivan zabrał Paula na pewną śmierć w furgonetce, której cudem uniknął. Ostatecznie to Felicia doprowadziła do zamknięcia w więzieniu Paula. Zach miał poprosić o pieniądze dziadka na obrońcę dla Paula, ale ten się nie zgodził. Noah był podłączony do aparatury podtrzymującej życie, więc Zach wyłączył ją. Nie dał też Paulowi żadnych pieniędzy.
Sezon 3

Kilka miesięcy później pojawił się w życiu Gabrielle jako jej tajemniczy wielbiciel, gdy ta umawiała się z Billem Pearce. Chciał jej zaimponować bukietem róż, drogą kreacją, przekupieniem sędziów w konkursie dla dzieci, gdzie Gabi była mentorem jednej z dziewczyn, Sherri Maltby (Chloë Moretz). W zamian za całodzienną randkę, Zach wpłacił pieniądze za Mike'a Deflino podejrzanego o morderstwo Monique Polier. Dobrze się bawili, ale później Zach narzekał, że wszystkim musi płacić a Gabi odradziła mu tego. Zach obawiał się, że wtedy nikt mu nie zostanie a Gabi zaoferowała mu swą przyjaźń. Mike przyjechał do domu, gdzie stał już Zach. Wypuszczono go z więzienia. Mike wskutek potrącenia nie pamiętał Zacha, ale wiedział co go z nim łączy. Na koniec Mike poprosił go by spotkał się z Paulem. Osobiście odmówił mu pieniędzy na wytropienie Felicii. Sam sabotował randkę Gabrielle ze swym pracownikiem, Lukiem Purdue (Brennan Elliott). Gdy Gabi się upiła, wmówił jej, że uprawiali seks. W końcu poprosił ją o rękę, ale ta wiedziała od Carlosa, że nie spali ze sobą. Zach odszedł od niej po wielkiej kłótni o zmuszanie do miłości w Pizzerii Scavo.
Sezon 7

Mike osiem lat później odwiedził Zacha. Mlody Young stracił wszystkie pieniądze na hazard, kobiety i złe inwestycje. Teraz został mu tylko mały dom. Mike powiedział mu, że Paul wyszedł z więzienia i teraz wynajmuje ich dom. Zach postrzelił Paula, lecz ten przeżył. Chłopak podrzucił broń do kanapy w domu Bree Van De Kamp. Minął się w drzwiach z Beth Young, która znalazła broń. Paul wiedział, że syn, którego utracił, strzelał do niego ze starego rewolweru Mary Alice. Teraz postanowił go odnaleźć. Przyjechał do Mike'a bo chciał wiedzieć, gdzie Zach przebywa. Delfino skłamał i zadzwonił do uzależnionego od heroiny Zacha. Ten nie chciał zostać odnaleziony. Mike przyjechał do Zacha, który obawiał się ojca. Chłopak przyznał się też Mike'owi, że strzelił do Paula. W ataku paniki, podrzucił broń do Bree. Delfino wiedział z autopsji, że działał pod wpływem narkotyków i zaoferował pomoc. Zach wyrzucił go z domu. Mike przyjechał zabrał Paula na interwencję do Zacha. Zrobił to tylko dlatego, że wiedział, że ich wspólny syn niszczył sam siebie. Zawieźli go do zakładu odwykowego. Po pierwszej fazie odwyku, Paul odwiedził Zacha w ośrodku. Chłopak nie chciał z nim rozmawiać. Wyznał, że oddał strzał, bo chciał, żeby zmarł. Nienawidził go przez całe życie a narastające uczucie z czasem go przepełniło. Paul niszczył wszystkich ze swego otoczenia, nawet Mary Alice. Wtedy Paul się uniósł i zaprzeczył, ale Zach dodał, że dobrze, iż jego adopcyjny ojciec żyje bo poznał prawdę.

### Barbra Orlofsky
Barbra Orlofsky (Diane Farr) to matka Eddiego Orlofsky, urodzona w 1963 roku. Barbara została porzucona przez męża Hanka (Kevin Sizemore), który zostawił ją z dzieckiem. Eddiemu mówiła, że zniszczył jej życie a przez lata uzależniła się od alkoholu. Za każdym razem była nieuprzejma i opryskliwa dla Bree czy Lynette, gdy te upominały ją by lepiej traktowała swego syna. Wyśmiała swego 13-letniego syna i prezent jaki Danielle miała od niego dostać w postaci wisiorka a to wszystko na oczach swego rudowłosego gościa. Stwierdziła, że i tak nie ma u niej szans oraz jest podobny do ojca, którego nadal obwiniała o swoje nieszczęście. Siedem lat później, prawdopodobnie dla świętego spokoju dała synowi wolną rękę na uczestnictwo w kursie rysowniczym, opłaconym przez Susan Mayer.
Sezon 6

Barbarze zabrakło alkoholu w domu. Wdarła się do pokoju syna i odkryła album ze zdjęciami kobiet uduszonych w Fairiview. Zmierzyła się z synem i chciała zadzwonić na policję, ale Eddie sam ją udusił i pochował w lesie, gdzie grób odkryli je policjanci.

### Deirdre Taylor
Deirdre Taylor (Jolie Jenkins) to nieżyjąca dziewczyna Mike'a i matka jego dziecka, Dany (dziś Zachary Young). Córka milionera Noah Taylora. Deirdre handlowała narkotykami. Mike natomiast szybko je rzucił. Deirdre nie mogła lub nie chciała. Brała coraz więcej i w kółko trafiała do więzienia. Kiedyś jakiś policjant pod przykryciem przyłapał ją z działką, zaczął zmuszać do seksu w zamian za wolność. Mike się dowiedział i postanowił położyć temu kres. Nakrył ich na gorącym uczynku. Funkcjonariusz wyciągnął pistolet. Mike zaczął się bronić, obaj wypadli przez balkon. Tylko Mike przeżył. Dziewczyna zaszła wcześniej z nim w ciążę. Urodziła Danę w maju 1989 roku. W marcu 1990 przyszła do bezpłodnej Angeli Forrest z 10-miesięcznym Daną. Prosiła o pieniądze na narkotyki, ale gdy się nie zgodzili, sprzedała im chłopca, mimo sprzeciwu męża Angeli, Todda. Krótko potem karetka przywiozła nieprzytomną Deirdre do szpitala gdzie pracowała Angela. Funkcjonariusz nakazał innemu policjantowi czuwać przy Deirdre i gdy tylko się obudzi, wypytać o to co zrobiła z dzieckiem. Angela − teraz już jako Mary Alice Young, Todd − Paul Young i Dana Forrest − Zachary Young zniknęli z Utah. Deirdre udała się na odwyk narkotykowy i sama w ciągu trzech lat znalazła Mary Alice. Nie powiedziała nic policji, bo wiedziała, że oni umieścili by chłopczyka w rodzinie zastępczej, lub oddali go jej ojcu. Doszło do kłótni i wyzwisk ze strony Deridre. Angela próbowała sprawdzić przedramię Deirdre, czy nie było tam śladów igieł, ale Paul je rozdzielił. Deirdre chciała iść po dziecko, ale została powstrzymana przez Paula, od którego uwolniła się bijąc go pogrzebaczem. Rzuciła narzędzie i znowu chciała iść na piętro, ale Mary Alice chwyciła nóż kuchenny (przyniesiony do pokoju zanim otworzyła frontowe drzwi) i pchnęła nim w brzuch gościa. Kobieta zmarła z wykrwawienia. Mary Alice i Paul poćwiartowali ciało dziewczyny. Następnie umieścili w skrzyni z misiami od Zachary'ego a sam przedmiot pod ziemią, gdzie nazajutrz wylano fundamenty pod basen.
Sezon 1

Jedenaście lat później, skrzynię odkryli policjanci. Paul Young wywiózł skrzynię za miasto nad jezioro. Chciał ją utopić w jeziorze, lecz ta wypłynęła na powierzchnię. Policja znalazła skrzynię i przebadała szczątki. Później wydała zwłoki ojcu kobiety, Noah Taylor by mógł pochować Deirdre na lokalnym cmentarzu w Fairview.

### Martha Huber
Martha Tilman Huber (Christine Estabrook) to sąsiadka Mary Alice Young, przyjaciółka Edie Britt, siostra Felicii Tilman i ciotka Beth Young. Urodziła się w 1956 roku. Jako młoda dziewczynka była niegrzeczna w aucie matki. Do czasu gdy ta zatrzymała się, wysadziła ją i odjechała. Po chwili matka wróciła po nią, ale metoda okazała się skuteczna, bo Martha była już spokojna za każdym razem gdy podróżowała z rodzicem. Milicent Tilman była pomysłowa w kwestii dyscypliny, ale w pewnym okresie życia straciła rozum i siostry musiały oddać ją do domu starców. Martha czekała całe życie, żeby w jej życiu wydarzyło się coś ekscytującego. Jako dziecko miała nadzieję, że zostanie porwana przez grupę piratów. Jako nastolatka marzyła o odkryciu przez hollywoodzkiego poszukiwacza talentów. Jako młoda kobieta fantazjowała, że zwiążę się z nią przystojny milioner. Ale lata minęły, a Marcie nie zdarzyło się nigdy nic ekscytującego. Mąż Marthy oświadczył się jej nad jeziorem Kobieta została wdową w 1990 roku, przed przyjazdem Mary Alice na Wisteria Lane. Martha powitała ją jako pierwsza. Nowa sąsiadka nie chciała powiedzieć skąd pochodzi, dlatego obsesją Marthy stało się dowiedzieć tego. Martha Huber znalazła w domu Felicii zdjęcie Mary Alice. Felicia wyjaśniła jej, że owa kobieta ma na imię Angela Forrest i razem pracowały w Utah wiele lat temu. Martha podważyła to bo sądziła, że zna swą sąsiadkę. Felicia dowiedziała się, że „ta Mary Alice” ma dziecko. Gdy ona i Angela był pielęgniarkami, opiekowały się trudną pacjentką, która urodziła chłopca. Później Angela i jej mąż zniknęli, tak samo jak dziecko. Mówiono, że to zbieg okoliczności, ale Felicia wierzyła, że jej znajoma zapewni mu szczęśliwy dom. Matka biologiczna była narkomanką i jeśli Mary Alice to Angela, to chłopiec miał wyjątkowe szczęście. W 2003 roku do uliczki wprowadziła się Edie Rothwell, która uznała Marthę za przyjaciółkę, pomimo że pani Huber obsztorcowywała ją na każdym kroku, zaczynając od jej makijażu do apetytu na mężczyzn. Martha Huber była okrutna i przygnębiająca, ale Edie nie zwracała na to uwagi bo mogła się jej zwierzyć ze wszystkiego. Pan Huber zostawił wdowie po swej śmierci za niską emeryturę i dom przy 4350 Wisteria Lane. Od tego czasu Martha utraciła płynność finansową. Mając natomiast informacje o Mary Alice, Martha wysłała do niej anonimowy list z szantażem ze słowami Wiem, co zrobiłaś, Robi mi się od tego niedobrze, Zamierzam powiedzieć. Marta liczyła na finansowe wsparcie od swej ofiary.
Sezon 1

Mary Alice otrzymała list i popełniła samobójstwo strzelając z rewolweru w prawą skroń. Martha była pierwszą osobą, która odkryła zwłoki sąsiadki, zwabiona hukiem strzału. Udała się też na stypę do domu Young. Zaopiekowała się synem Edie, gdy ta chciała się zająć pewnym mężczyzna dla przyjemności. Przekazała to Susan a ta przez przypadek spaliła dom Edie. W zgliszczach, Martha znalazła szklaną miarkę do ciast, która nie należała do Edie. Martha pozwoliła zamieszkać Edie u siebie i upewniła się, że to Mayer jest sprawczynią podpalenia, gdy zauważyła nową miarkę w jej zakupach. Edie chciała zdobyć Mike'a Deflino, nowego sąsiada a skoro utrzymanie Edie przynosiło tylko koszty, Huber zmusiła Susan do partycypowania w nich i odseparowania siebie od Mike'a. Susan udało się, dzięki Julie, odzyskać starą miarkę i ją zniszczyć. Edie i Martha pokłóciły się o pieniądze. Tak mocno, że wyrzuciła Edie z domu. Tymczasem Paul dowiedział się kto szantażował jego zmarłą żonę. Po tym jak Martha przyznała się mu do wszystkiego, ten udusił ją w jej kuchni. Pogrzebał jej ciało, wraz z mikserem żony u podnóża lasu. Po jakimś czasie pies pewnego biegacza (Jon Fleming) odkopał dłoń kobiety w trakcie joggingu. Policja zidentyfikowała ciało. Skremowane, trafiło do Edie Britt, która zamierzała je rozsypać nad tym samym jeziorem gdzie przyjęła oświadczyny. Martha została jednak wysypana na Susan Mayer i Edie zmyła prochy na trawnik Susan, by mogła przez wieczność oglądać okolicę.
Sezon 8

Kobieta była także jednym milczących z duchów obserwujących Susan Delfino, gdy opuszczała Wisteria Lane wraz z dziećmi i wnuczką, by rozpocząć nowy rozdział w życiu poza uliczką.